# Mont Sacré d'Ossuccio
Le Mont sacré d'Ossuccio aussi appelé en italien Sacro Monte della Beata Vergine del Soccorso (Mont Sacré de Notre-Dame-du-Bon-Secours) est un Mont Sacré situé à Ossuccio, dans la commune de Tremezzina, dédié à Notre-Dame-du-Bon-Secours. Il fait partie du groupe des neuf Monts Sacrés du Piémont et de la Lombardie inscrits depuis 2003 au patrimoine mondial de l'UNESCO.

## Histoire

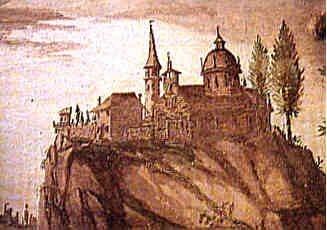
Image du sanctuaire sur les fresques de la chapelle XIV

Depuis l'époque romaine, ce lieu est reconnu comme un lieu de culte dédié à Cérès qui attira beaucoup de monde notamment lors des ides de septembre, comme le rapporte Pline le Jeune, consul en l'an 100 de notre ère et ami de l'empereur Trajan qui possédait deux villas sur le lac de Côme. Des fouilles récentes sous le sanctuaire ont mis en évidence des traces d'un agencement typique des sanctuaires romains.
Les quatorze chapelles, toutes construites entre 1629 (ou 1635) et 1710 (ou 1714), en plan centré, sont de style baroque agrémentées de 230 statues en stuc et terre cuite, grandeur nature, réalisées par différents artistes : Francesco Silva (it) et Agostino Silva (it) (statues de la cinquième à la quatorzième chapelle), Carlo Gaffuri et Francesco Innocenzo Torriani. Les costumes des statues reproduisent fidèlement les tenues nobles et populaires des habitants de la région à cette époque.Les chapelles représentent les Mystères du Rosaire et conduisent au sanctuaire qui représente la quinzième station et qui est dédié à l'Assomption de la Mère de Dieu.

## Description
Ce complexe est situé sur la rive ouest du lac de Côme, à 25 kilomètres de la ville du même nom, dans la commune d'Ossuccio.
Il se trouve sur une falaise à 419 mètres d'altitude, face à l'île Comacina. Il est complètement isolé de tout autre bâtiment, entouré de champs, d'oliviers et de bois.

### Le sanctuaire
« Le Sanctuaire de Notre-Dame de Bon-Secours à Ossuccio, sur la rive occidentale du lac, est surtout un lieu de prière pour les vocations de consécration particulière. »

— Jean-Paul II, Regina Caeli, 5 maggio 1996
Le sanctuaire est construit sur un terrain imperméable, sur des rochers accidentés et sauvages, là où se dressait autrefois un ancien lieu de culte.
Le sous-sol du sanctuaire intègre un tronçon d'une ancienne route.
Le corps principal de l'église a été achevé en 1537,, tandis que l'abside et les deux ailes de l'église ont été construites ultérieurement. Le haut clocher a été terminé en 1719, après 25 ans de travaux. Il est l'œuvre de l'architecte tessinois Giovanni Battista Bianchi.
L'église a une nef unique, formée de quatre travées ; on y accède par un portique situé sur la façade. À l'intérieur, la nef est ornée de pilastres à chapiteaux en stuc, de statues et de marbres de style baroque. On remarquera en particulier, le plafond, avec ses élégants ornements en stuc et ses compartiments décorés de  fresques qui constitue un exemple notable de l'art baroque au service du culte marial. Les scènes principales sont consacrées à l'Assomption et au Couronnement de la Vierge. D'autres scènes représentent des figures d'anges portant des cartouches et des anges musiciens.
Les fresques du plafond, ainsi que celles de la contre-façade (Naissance de la Vierge et des deux Prophètes sur les côtés) et celles de l'arc de triomphe (l'Annonciation, à droite, et la Visitation, à gauche), sont les œuvres de Salvatore Pozzi (it) de Puria (it).

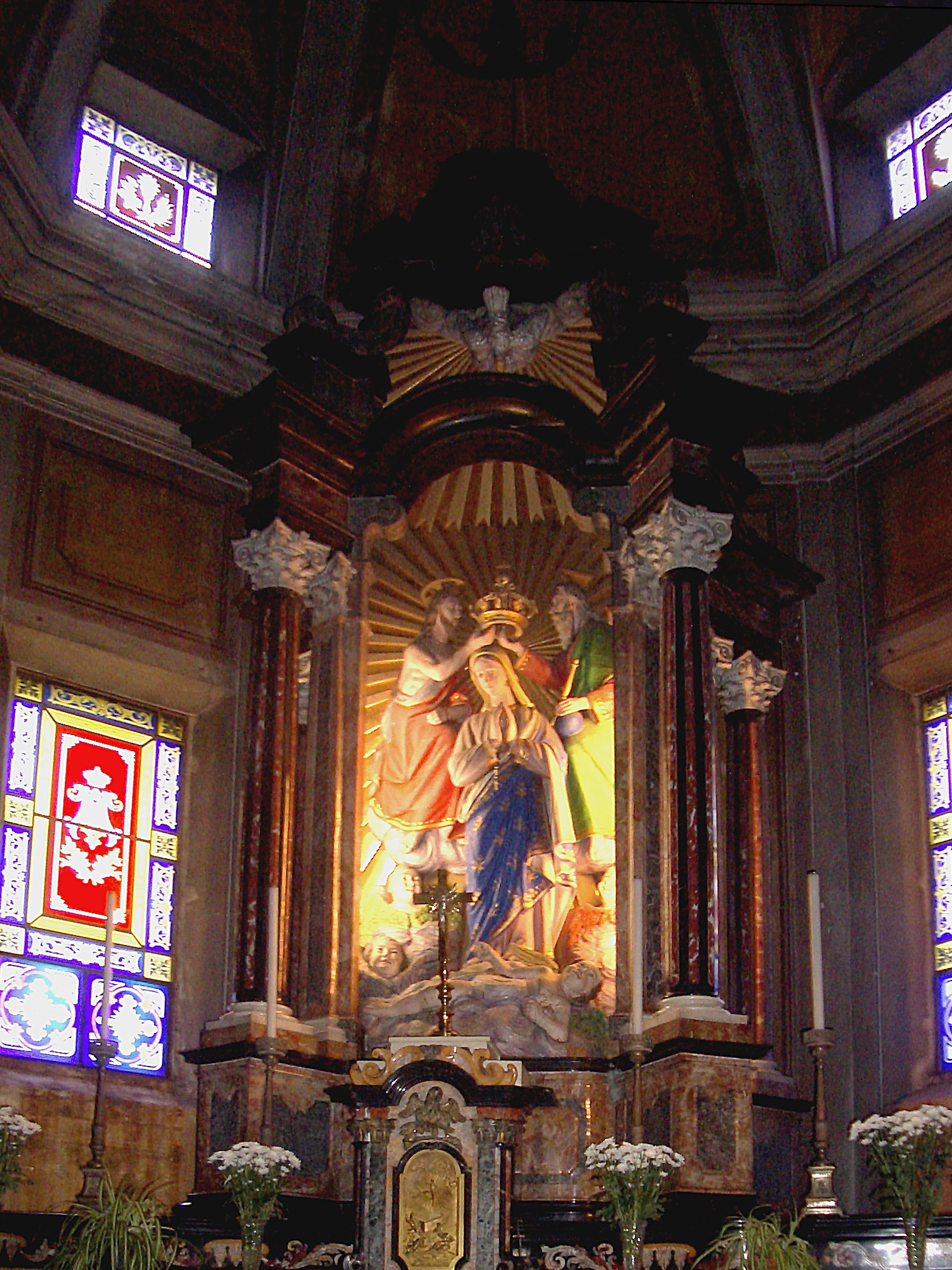
Le maître-autel : statue du Couronnement de la Vierge

Le sol bicolore date de 1655, il est en marbre blanc de Musso et noir de Varenna.
Sur le mur à gauche, au milieu de la nef, se trouve un autel latéral en marbre, au-dessus duquel, entre deux colonnes torsadées noires, se trouve une icône chère à la dévotion populaire : il s'agit d'une fresque d'un artiste inconnu qui date de 1501, représentant la Vierge à l'Enfant avec Sainte Euphémie.
En face, de l'autre côté de la nef, se trouve un retable du XIXe siècle représentant Saint Joseph. Provenant de la Basilique Saint-Pierre au Vatican, il a été donné au Sanctuaire en 1963 par le Pape Jean XXIII. Le mur de gauche abrite également un orgue en bois du XVIIIe siècle.
Dans le presbytère se trouve un maître-autel en marbre raffiné (XVIIIe siècle), surmonté d'un petit temple, également en marbre, qui contient un groupe de statues en bois représentant le Couronnement de la Vierge, œuvre de 1896. Le petit temple sert de dernière station du Rosaire dans le chemin qui serpente le long de la pente entre les chapelles du Sacro Monte.
Derrière le maître-autel, une niche à voûte étoilée abrite un mannequin représentant la Madone.
Au fond de la nef, le transept droit mène à la sacristie (construite en 1710) ; celui de gauche mène à la chapelle de Notre-Dame-du-Bon-Secours, construite en 1878 et richement décorée : elle abrite la très vénérée statue de la Sainte Vierge dont le sanctuaire porte le nom. Il s'agit d'une œuvre datant probablement du début du XIVe siècle, provenant peut-être d'un lieu de culte préexistant. Il n'est pas exclu que la statue soit un remaniement d'une sculpture primitive représentant la déesse romaine Cérès. Une légende ancienne explique cette dévotion particulière de la statue. Elle aurait été retrouvée par un jeune sourd et muet qui aurait été guéri à la suite de cette découverte .
Les murs de la chapelle sont couverts d'ex-voto qui témoignent de la dévotion particulière existant sur le territoire du lac de Côme et au-delà. Notre Dame de Bon-Secours est vénérée comme la protectrice du diocèse de Côme.

### Les chapelles
Les chapelles du Mont Sacré (construites entre 1635 et 1710) sont disséminées le long des pentes qui mènent au sanctuaire créant ainsi un chemin de dévotion qui invite à méditer sur les mystères du Rosaire. Il y a quatorze chapelles le long de la route pavée qui longe le mont. Chacune est dédiée à l'un des mystères et est numérotée selon la séquence canonique des cinq mystères joyeux, suivis des cinq mystères douloureux puis des quatre premiers mystères glorieux. Le dernier des mystères glorieux (Le Couronnement de la Vierge) est représenté par un petit kiosque placé à l'intérieur du sanctuaire, au-dessus du maître-autel. L'intention de l'itinéraire est de montrer au pèlerin les scènes des différentes stations, afin de susciter leur dévotion par la récitation du Rosaire.
La décision de construire le Sacro Monte est probablement due à l'initiative des frères Franciscains et des familles nobles locales. Les armoiries des familles nobles qui ont contribué financièrement à l'entreprise sont visibles sur la porte d'entrée de certaines chapelles.

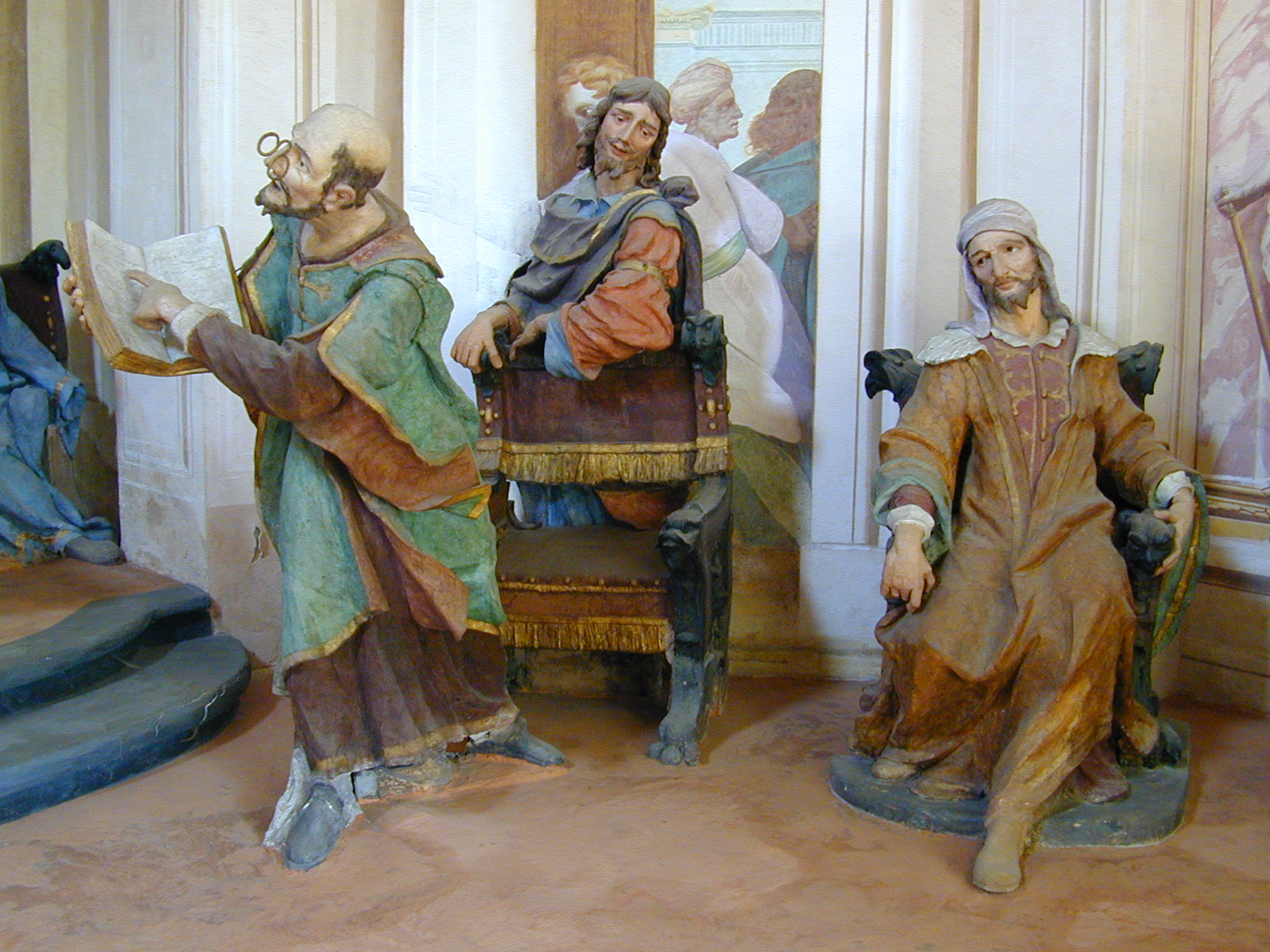
Chapelle V : l'Expulsion des marchands du temple (Agostino Silva)

De nombreux détails rapprochent ce Mont Sacré de celui de Varèse. La dédicace commune au Rosaire, les similitudes morphologiques du chemin pavé flanqué de murets, les analogies du "plan urbanistique" global, suggèrent que le Mont de Varèse a été pris comme modèle, même sans vouloir lui faire concurrence en termes de monumentalité.
Les chapelles ont des notes d'architecture baroque, qui l'on peut observer à différents niveaux comme les bâtiments à plan rectangulaire et à salle unique. Il est singulier de constater qu'un pronaos assez étendu qui intègre le chemin montant a été ajouté dans certaines chapelles.
La décoration des chapelles, avec des statues polychromes, en stuc et en terre cuite, et des fresques sur les murs, est le fruit du travail d'artistes significatifs de leur époque. Le sculpteur tessinois Agostino Silva (it) a eu le rôle principal dans la création de la foule de statues (environ deux cent trente) qui peuplent les chapelles avec des personnages souvent tirés de la vie quotidienne, vêtus de vêtements du XVIIe siècle. On suppose, afin d'expliquer les similarités stylistiques, que Francesco Silva (it) (l'un des artistes du Mont Sacré de Varèse et père d'Agostino) est intervenu conjointement à son fils. La présence de Gianfrancesco, fils d'Agostino est quant à elle attestée. Il a travaillé sur le chantier comme assistant de son père.
Parmi les peintures remarquables, il faut citer, outre celles déjà mentionnées, celles de Carlo Gaffuri (septième et dixième chapelles) et d'Innocenzo Torriani (sixième chapelle), les fresques de Gian Paolo Recchi (dixième, onzième et douzième chapelle). L'intervention de Salvatore Pozzi (it) dans les fresques de la première chapelle (l'Annonciation) et de la quatorzième chapelle (l'Assomption de la Vierge) a été reconnue. Il est également auteur des fresques qui ornent le plafond du sanctuaire.
Le chemin de dévotion serpente à travers les oliveraies, dans un environnement aux paysages uniques. À chaque station, vous pourrez profiter du panorama sur le lac, face à l'Isola Comacina. Comme sur chaque Mont Sacré, on remarque l'effort de créer une harmonie entre l'architecture et le paysage. Certaines constructions civiles à proximité des chapelles, construitres à une époque où peu d'attention était portée à la protection du site, ont légèrement altéré cette harmonie.
Depuis quelques années, un plan de restauration systématique des ornements des chapelles est lancé.

## Galerie d'images

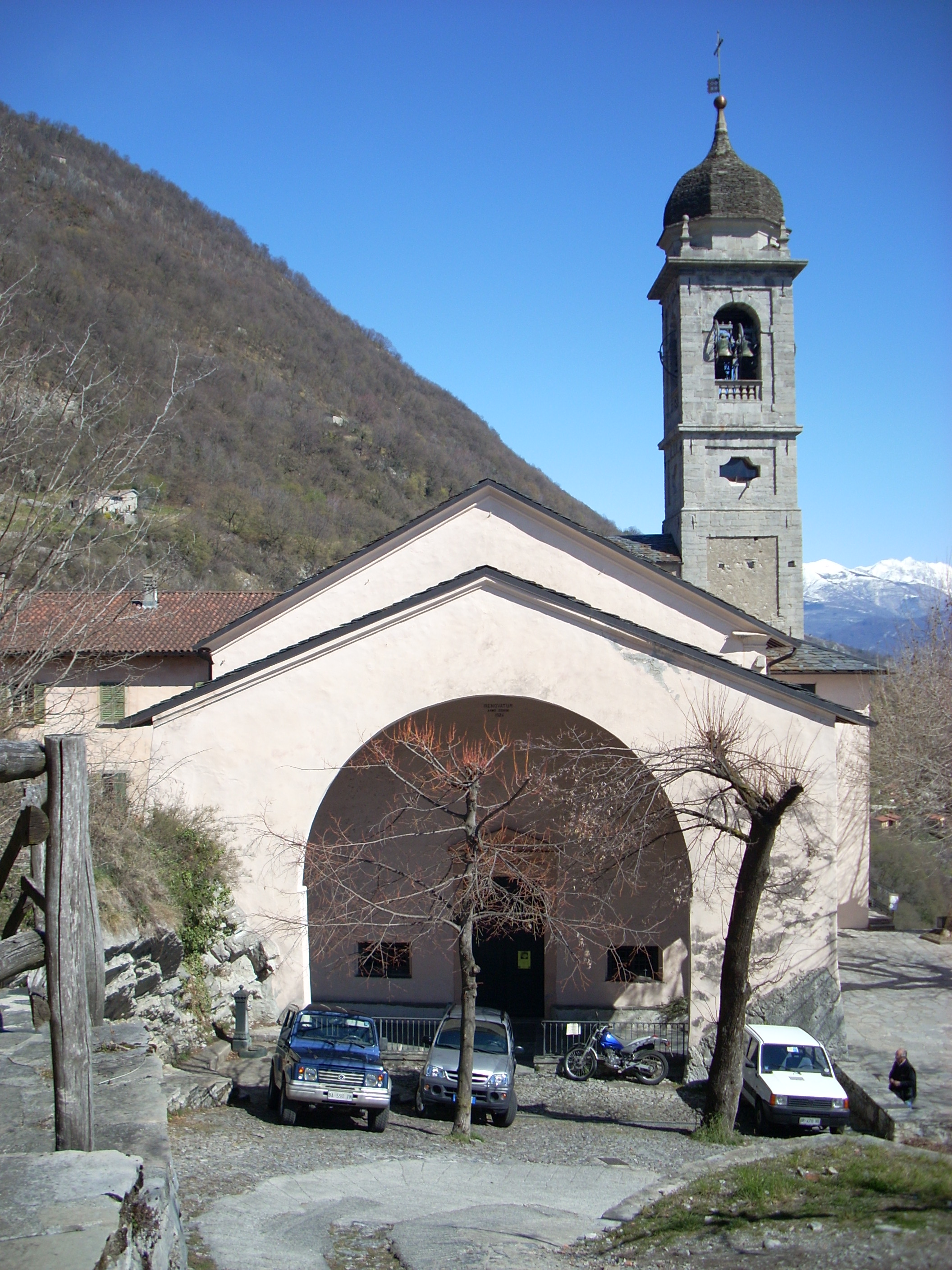
Façade du sanctuaire
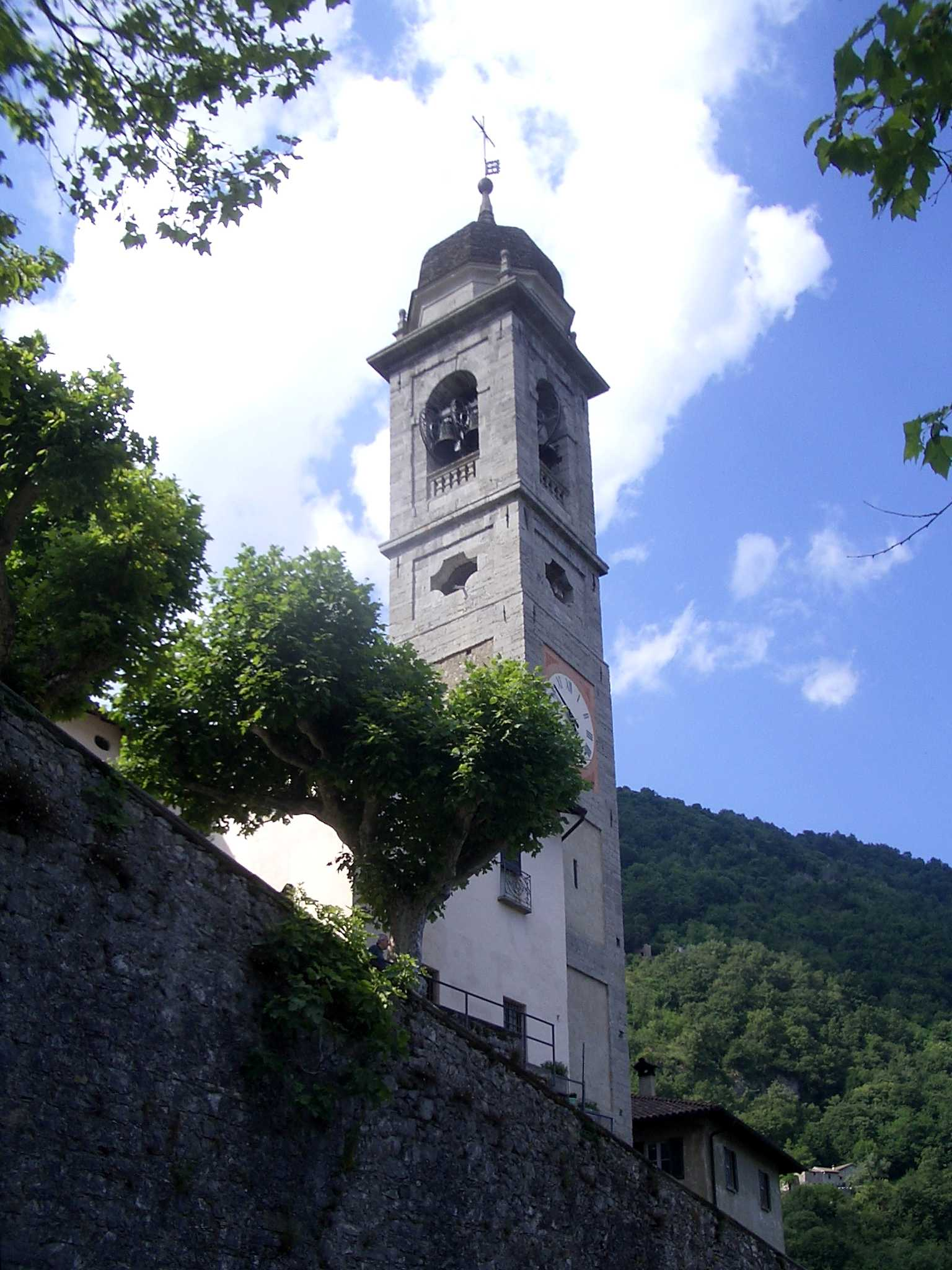
L'église San Giorgio et son clocher
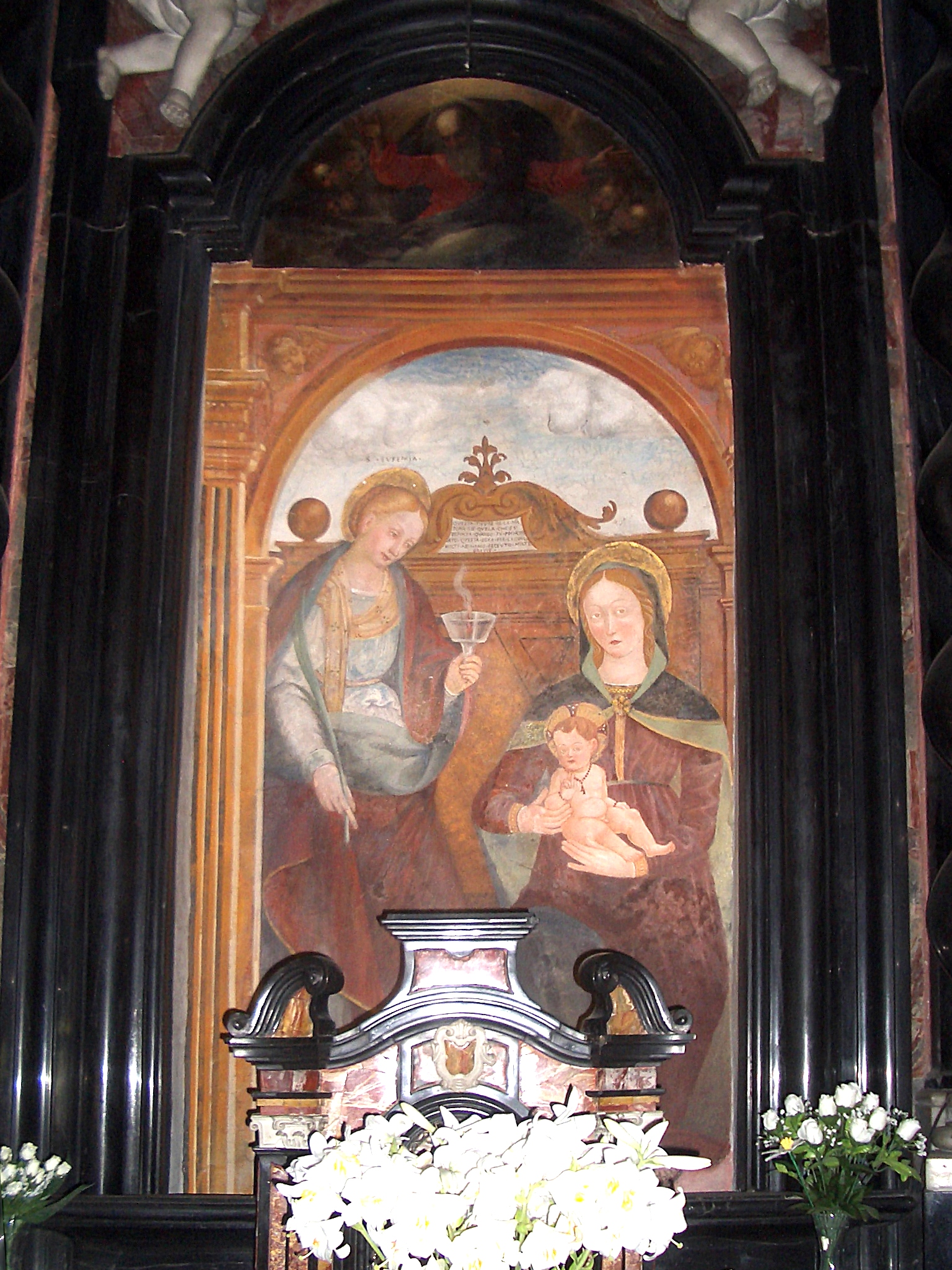
Fresque de la Vierge à l'enfant avec Sainte Euphémie
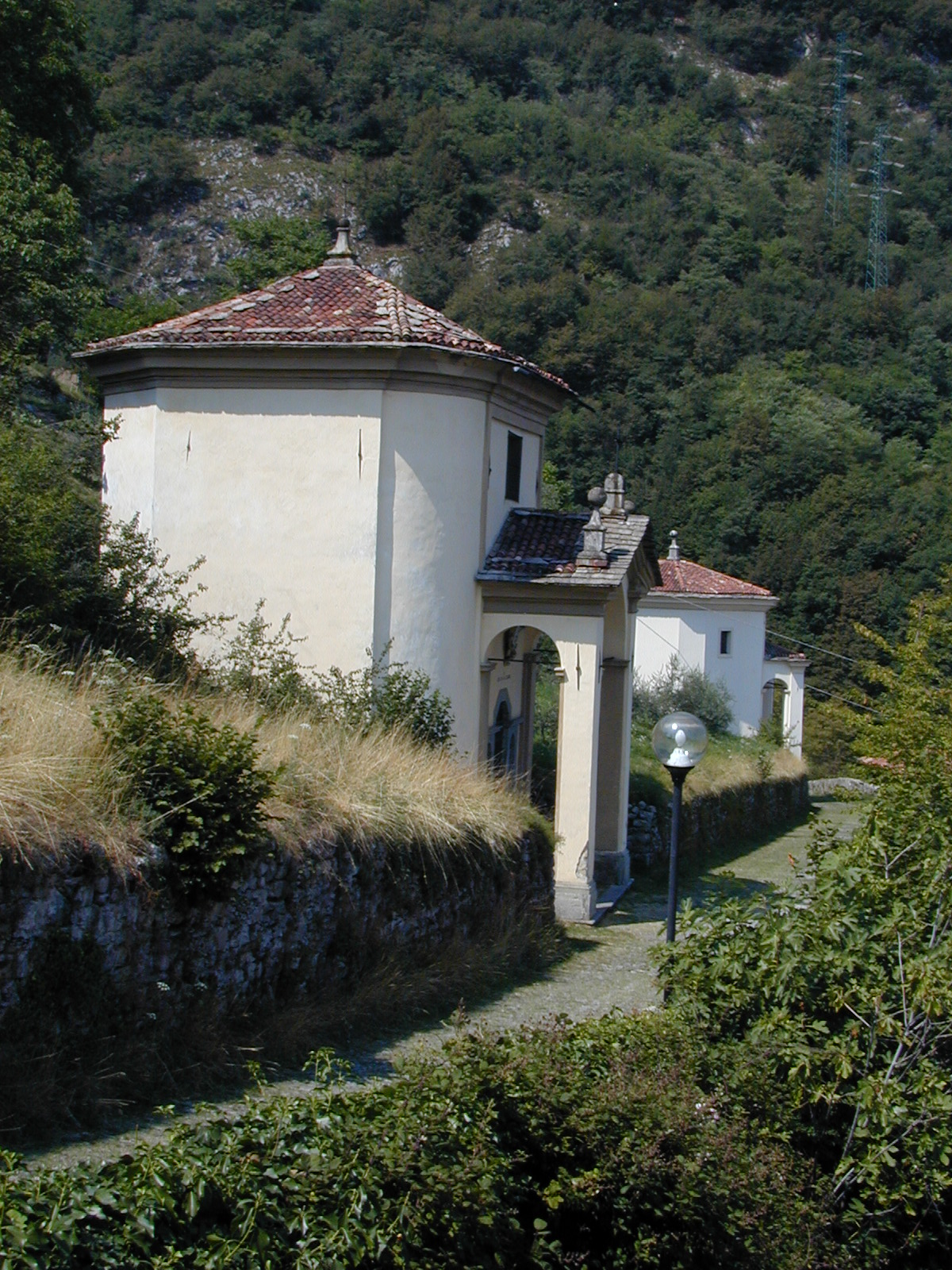
Le chemin des chapelles
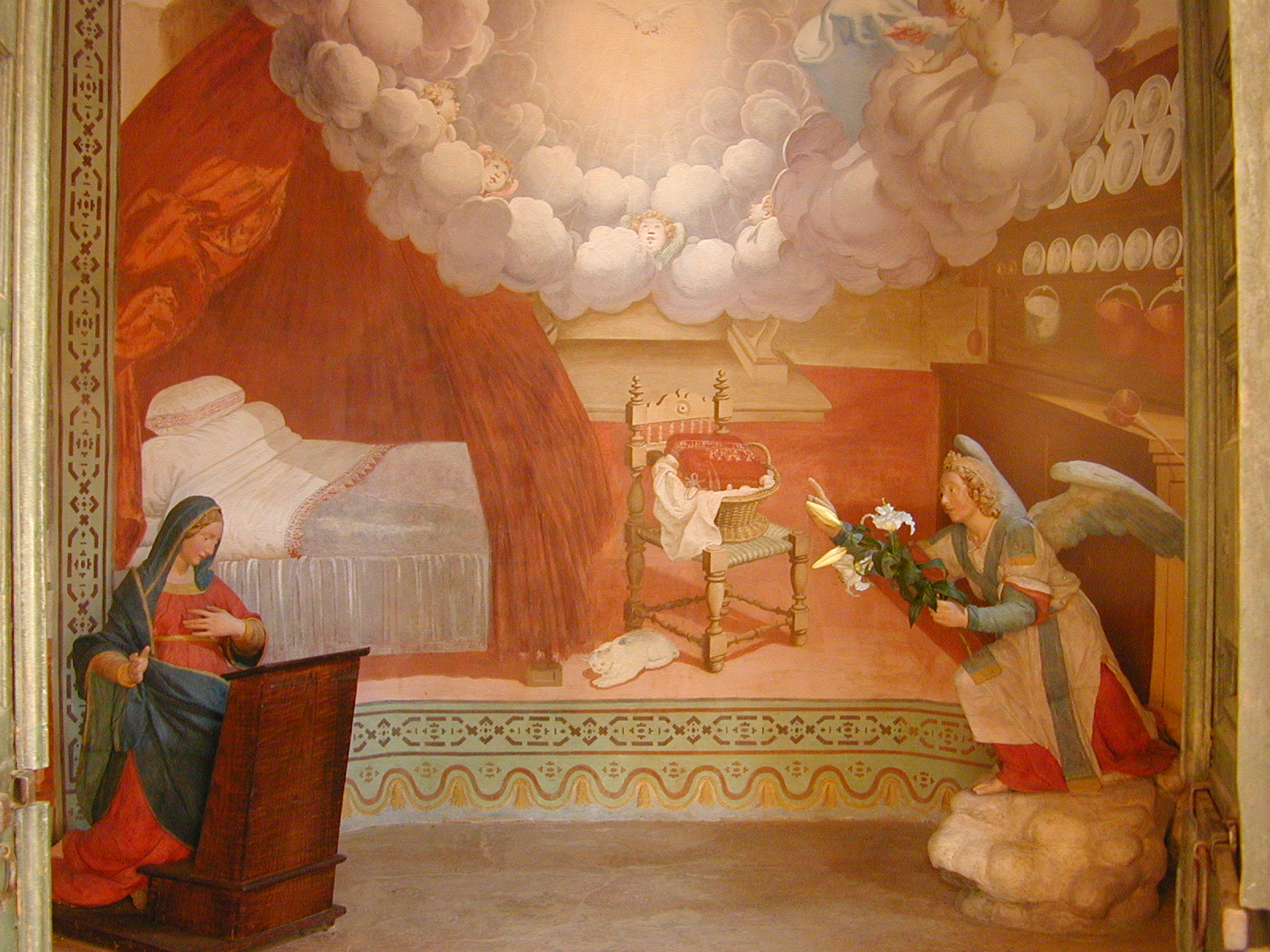
Chapelle I - L'Annonciation
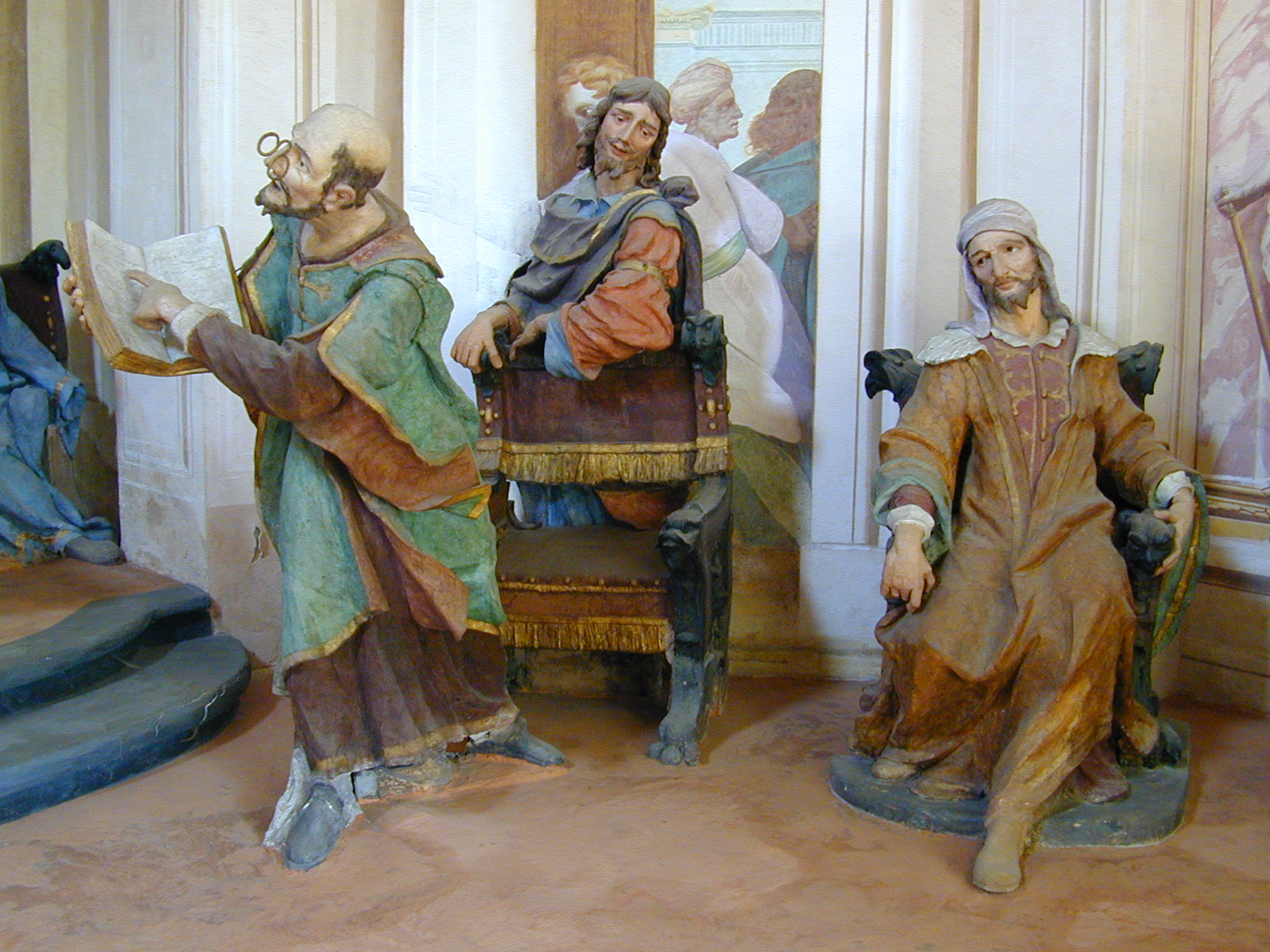
Chapelle V - Les marchands du temple
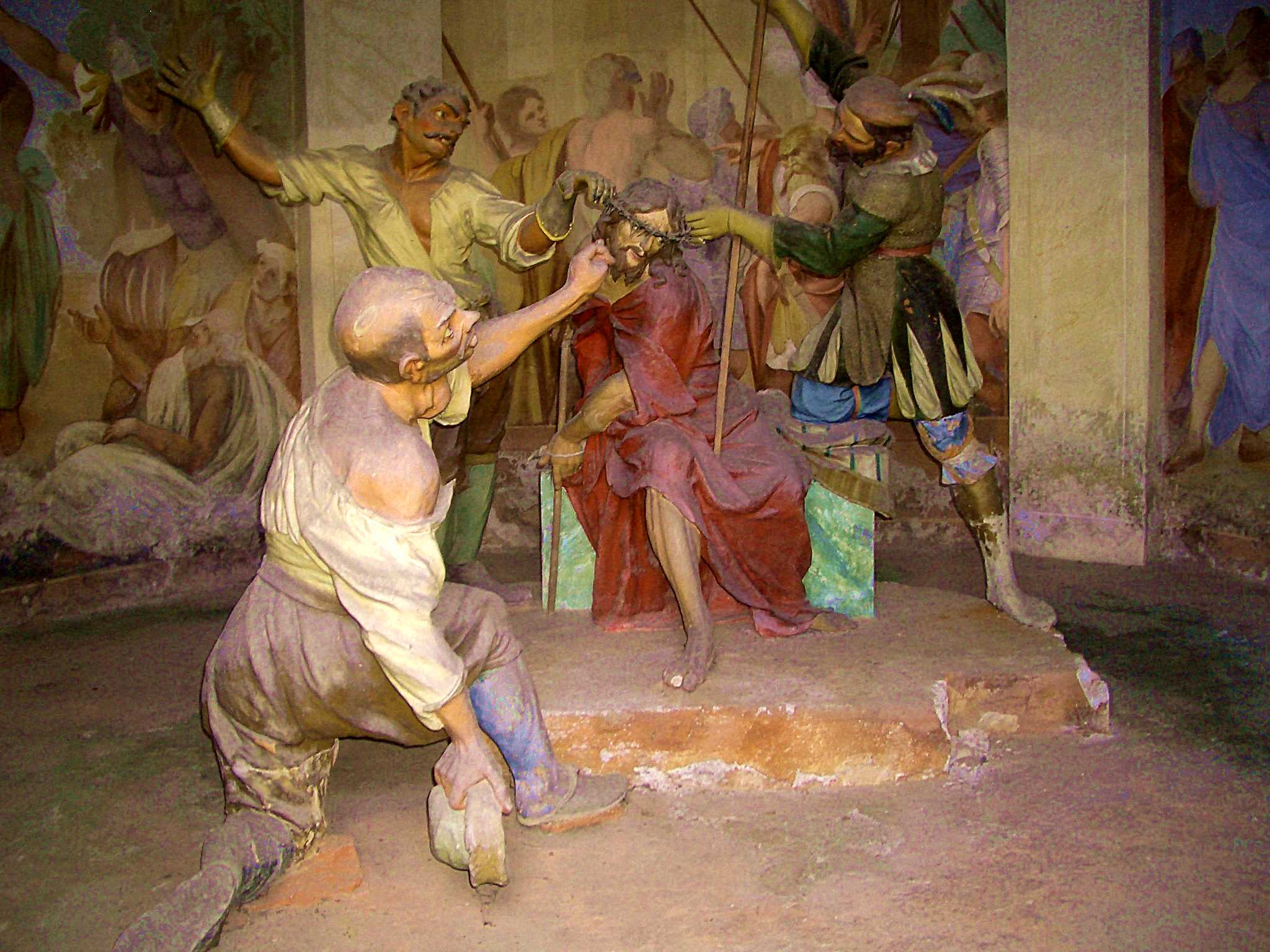
Chapelle VIII - La couronne d'épine
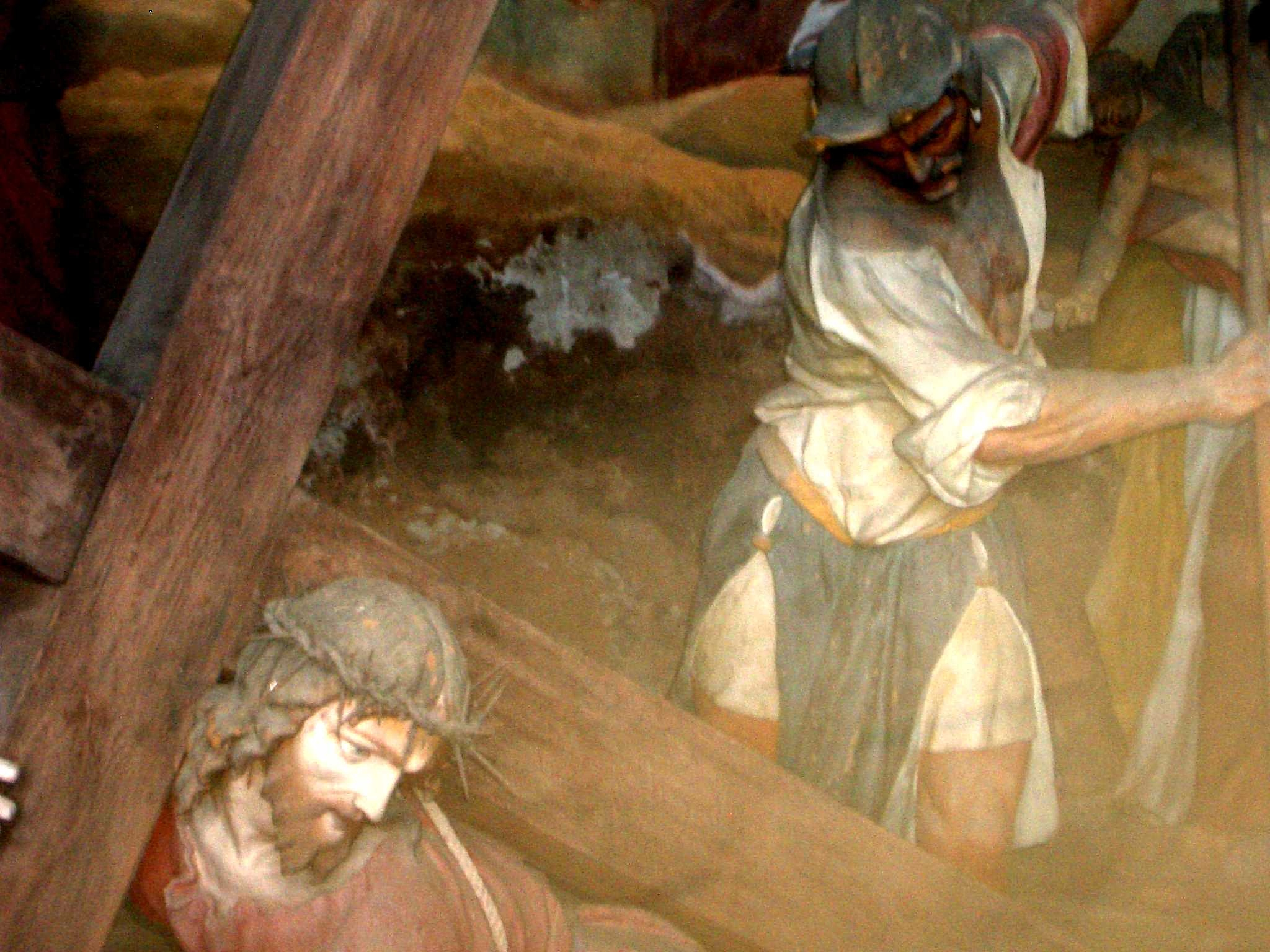
Chapelle IX - Jésus chargé de sa croix
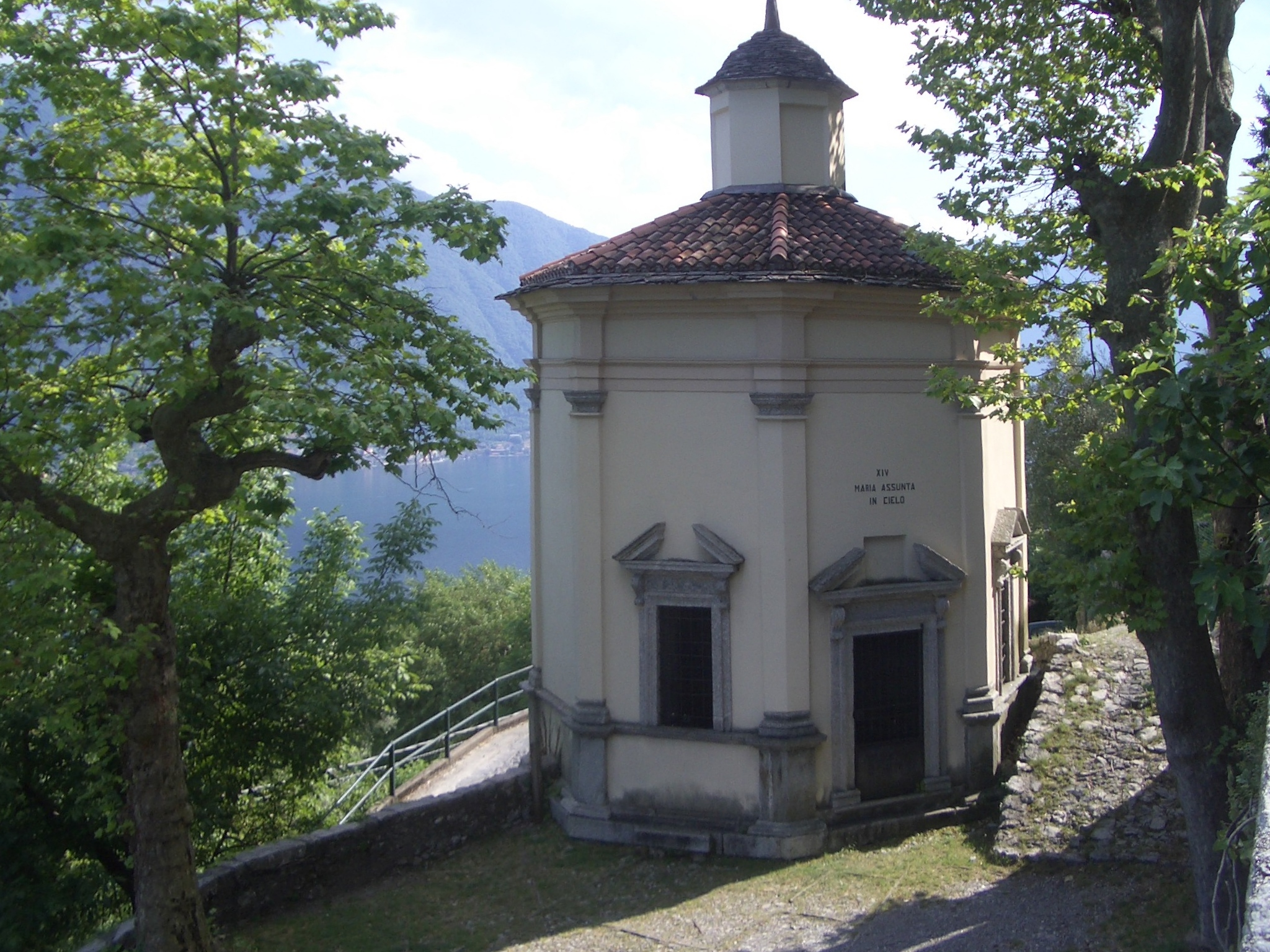
Chapelle XIV - L'Assomption de la Vierge Marie